# Merodon albifasciatus
Merodon albifasciatus är en tvåvingeart som beskrevs av Macquart 1842. Merodon albifasciatus ingår i släktet narcissblomflugor, och familjen blomflugor. Inga underarter finns listade i Catalogue of Life.